# (10544) Hörsnebara
(10544) Hörsnebara – planetoida z pasa głównego asteroid okrążająca Słońce w ciągu 3 lat i 117 dni w średniej odległości 2,23 j.a. Została odkryta 29 lutego 1992 roku w Europejskim Obserwatorium Południowym w programie UESAC. Nazwa planetoidy pochodzi od dwóch małych parafii na Gotlandii, Hörsne i Bara połączonych w jedną w 1883 roku. Przed nadaniem nazwy planetoida nosiła oznaczenie tymczasowe (10544) 1992 DA9.